# آلن هارت (بازیکن فوتبال)
آلن هارت (انگلیسی: Alan Hart؛ زادهٔ ۲۱ فوریهٔ ۱۹۵۶) بازیکن فوتبال اهل بریتانیا است.
از باشگاه‌هایی که در آن بازی کرده‌است می‌توان به باشگاه فوتبال دالیچ هملت، باشگاه فوتبال چارلتون اتلتیک، باشگاه فوتبال ابسفلیت یونایتد، و باشگاه فوتبال میلوال اشاره کرد.